# Eric Lobron

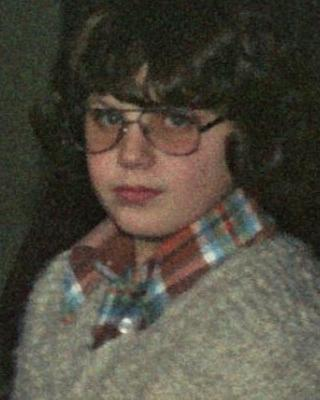
Eric Lobron bij het Duitse jeugdkampioenschap in 1974

Eric Lobron (Philadelphia, 7 mei 1960) is een Duitse schaker van Amerikaanse herkomst. In 1982 werd hij FIDE grootmeester (GM).
Eric Lobron kwam op vijfjarige leeftijd naar Duitsland en groeide op in Wiesbaden, waar hij bij de Schachgemeinschaft im BKA met schaken in aanraking kwam en zijn eerste toernooien speelde. In 1978 werd hij in Dillingen an der Donau jeugdkampioen van Duitsland.
In 1980 won hij in Bad Neuenahr met 8 pt. uit 11 ronden 'Zwitsers' het kampioenschap van Duitsland, met een vol punt voorsprong op de achtervolgers. Niet lang daarna brak hij zijn rechtenstudie af en werd professioneel schaker.
- Eric Lobron werd in 1981 bij het Schaakfestival van Biel gedeeld eerste met Vlastimil Hort, voor Michael Stean.[3]
- In 1982 won hij toernooien in Ramat Hasjaron en Manilla en verleende de FIDE hem de grootmeestertitel.[4]
- In 1980, 1982 en 1984[5] was hij kampioen van Duitsland.
- Hij won het open zomertoernooi van Berlijn in 1984.
- Hij won de volgende invitatietoernooien van de stad New York: Kavkasian 1983 en Manhattan 1985.
- In 1986 won hij, gedeeld met Lev Poloegajevski, het toernooi in Biel.
- In 1987 won hij toernooien in Brussel en in Ter Apel.
- In 1988 won hij de hoofdgroep van het OHRA-schaaktoernooi in Amsterdam.
- In 1992 won Lobron ongedeeld het New York Open.
- In juli 1992 bereikte Lobron de Elo-rating 2625 en was hij nummer 21 op de wereldranglijst van FIDE.[6]
- In 1993 won hij het zonetoernooi in Graz.[7]
- In 1998 werd hij 9e in het derde internationale schaaktoernooi in Bad Homburg. Viktor Kortsjnoj werd eerste. In datzelfde jaar nam hij deel aan een schaaktoernooi in Bad Wiessee waar hij tweede werd, na te hebben gewonnen van de latere FIDE-wereldkampioen Aleksandr Chalifman; de toernooiwinnaar was Chalifman.
- In 2003 werd het Ordix open toernooi in Mainz verspeeld, waar Lobron een gedeelde tweede plaats bereikte.
- In het Corustoernooi in 2004 te Wijk aan Zee eindigde Eric Lobron in de B-groep op de dertiende plaats, na Friso Nijboer die twaalfde werd. Daniël Stellwagen werd zesde.
- Op 26 en 27 november 2004 werd in Tallinn (Estland) het Keres Memorial verspeeld dat gewonnen werd door Viswanathan Anand met 5 punten uit 5 wedstrijden. Aleksandr Chalifman werd tweede met 3 punten terwijl Lobron met 2.5 punt op de derde plaats eindigde.

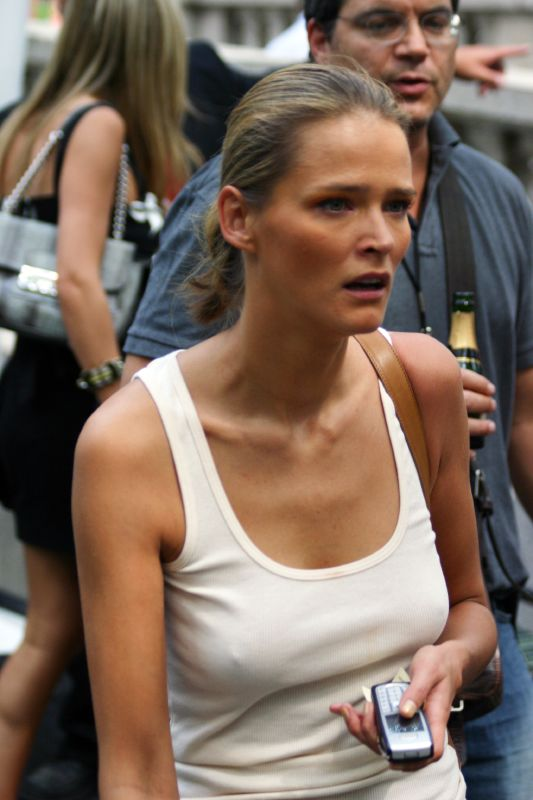
Carmen Kass en Eric Lobron in 2007

- In 2018 nam hij deel aan het Grenke Chess Open in Karlsruhe.

Eric Lobron is ook een goede backgammon-speler.
Van 2004 tot 2014 had hij een verhouding met de uit Estland afkomstige schaakfunctionaris en supermodel Carmen Kass.

## Nationale teams

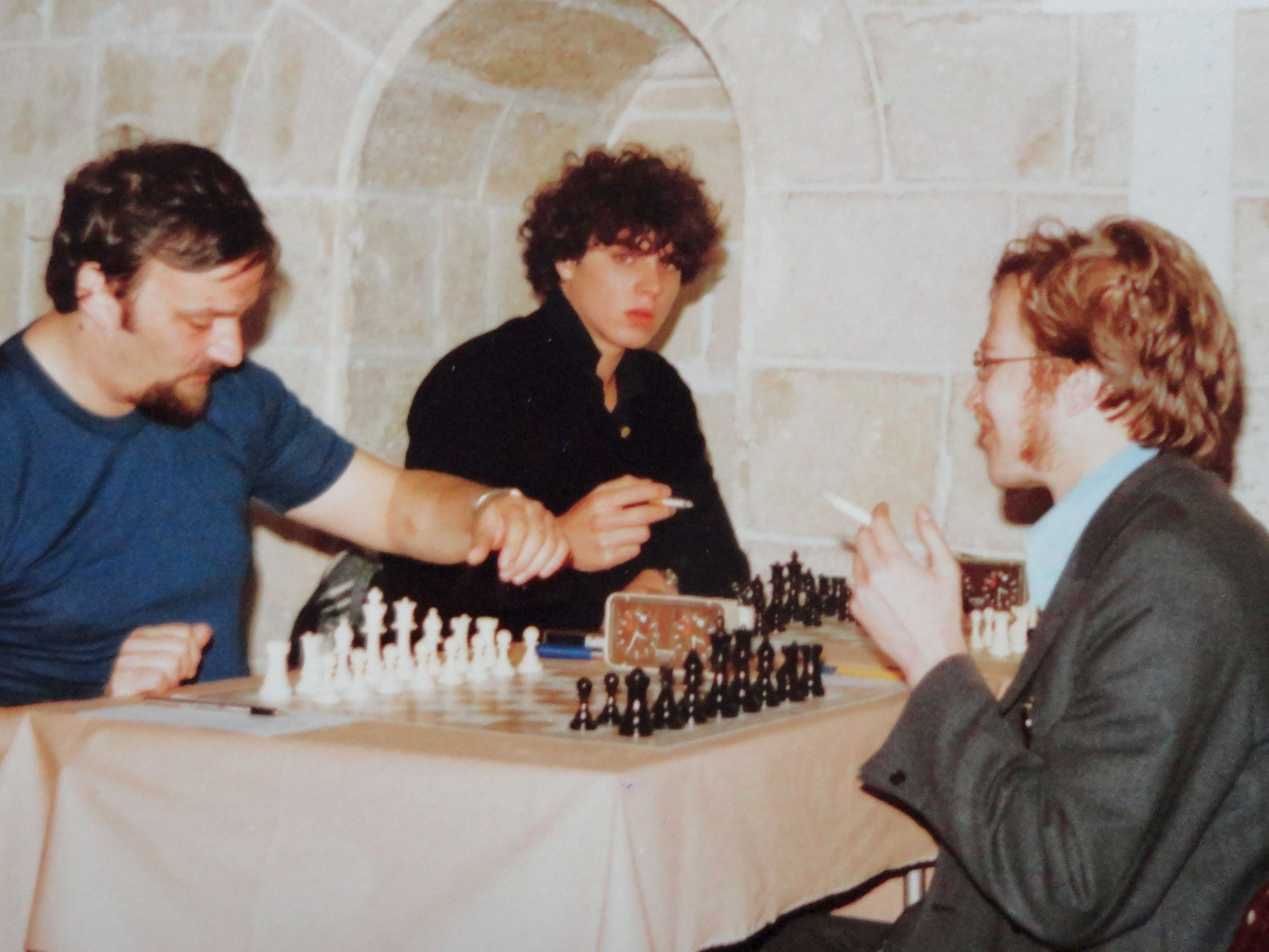
Otto Borik, Eric Lobron en Heikki Westerinen; Schaakolympiade 1980 op Malta

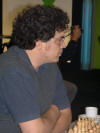
Eric Lobron (foto Carla Amse)

Lobron nam met het Duitse team deel aan de Schaakolympiades van 1980, 1982, 1984, 1988, 1990, 1992, 1994 en 1996. In 1990 behaalde hij daarbij in Novi Sad aan bord 3 het op twee na beste individuele resultaat.
Hij behoorde tot het Duitse team bij het WK voor landenteams 1985 bij het EK voor landenteams van 1983, 1989 en 1992, waarmee hij in 1989 in Haifa de derde plaats bereikte.

## Schaakverenigingen
In de viersporige Duitse bondscompetitie werd Lobron in totaal 28 keer ingezet voor TSV Schott Mainz, waarvoor hij na de oprichting van de eensporige bondscompetitie ook in seizoen 1980/81 speelde. Van 1981 tot 1983 speelde hij voor Königsspringer Frankfurt, van 1983 tot 1990 en van 1999 tot 2002 voor SG Solingen, waarmee hij in 1987 en in 1988 kampioen van Duitsland werd en in 1990 de European Club Cup won, van 1990 tot 1992 voor FTG Frankfurt, van 1992 tot 1994 voor SC Stadthagen en van 1994 tot 1997 voor SV Empor Berlin. De Zweedse bondscompetitie won Lobron in 2004 met SK Rockaden Stockholm.
Sinds 2015 speelt hij in Duitsland opnieuw voor TSV Schott Mainz, nu in de tweede klasse van de bondscompetitie, afdeling Zuid.

## Boek
- Met Frank Grzesik: Schacholympiade Thessaloniki 1984, Edition Marco, Schachverlag Nickel, Berlin 1985, ISBN 3-924833-02-8.